# AN/SPS-33
AN/SPS-33 — американский экспериментальный корабельный радар с ФАР компании Hughes Aircraft, установленный на ракетном крейсере «Лонг-Бич» и авианосце «Энтерпрайз». Входил в состав многофункциональной системы SCANFAR, в которой выполнял функцию сопровождения целей.
Представлял собой 4 плоские прямоугольные антенны размером 6,1×7,6 м, расположенные со смещением в 90° по азимуту с четырёх сторон надстройки корабля. Каждая антенна обеспечивала обзор одного октанта верхнего полупространства. Полный вес радара, включая оборудование, составлял 125 т.
Сканирование по углу места — частотное, по азимуту — фазовое.
Оба произведённых экземпляра демонтированы с кораблей во время реконструкций 1980–1981 годов.
По внешнему сходству на американском морском жаргоне радар получил название «Billboard» (рус. доска объявлений).

## Установки на кораблях
- Ракетный крейсер «Лонг-Бич»
- Авианосец «Энтерпрайз»